# HD 23838
HD 23838，又名BD+44 801，SAO 39134、HR 1176，是一颗恒星，视星等为5.66，位于銀經153.02，銀緯-7.22，其B1900.0坐标为赤經3h 43m 6.5s，赤緯+44° -7.22′ 45″。